# Nothobranchius niassa
Nothobranchius niassa is een straalvinnige vissensoort uit de familie van de killivisjes (Nothobranchiidae). De wetenschappelijke naam van de soort is voor het eerst geldig gepubliceerd in 2012 door Valdesalici, I. R. Bills, Dorn, Reichwald en Cellerino.
1. ↑  (en) Nothobranchius niassa op de IUCN Red List of Threatened Species.